# Jón Axel Guðmundsson
Jón Axel Guðmundsson (Grindavík; 27 de octubre de 1996) es un baloncestista islandés que pertenece a la plantilla del San Pablo Burgos de la Primera FEB española. Con 1,95 metros de estatura, juega en la posición de Escolta.

## Trayectoria deportiva

### Primeros años
Tras ascender en las categorías inferiores del UMF Grindavík, disputó su primer partido con el primer equipo del club en 2011. Ganó la Liga de Islandia con el club en 2012 y 2013 y la Copa de Islandia en 2014. En su cuarta temporada en el club, con apenas 19 años, promedió 15,8 puntos, 8,0 rebotes y 5,3 assitencias por partido.

### Universidad
En 2016 marchó a Estados Unidos, donde jugó cuatro temporadas con los Wildcats del Davidson College, en las que promedió 13,3 puntos, 6,1 rebotes, 4,4 asistencias y 1,3 robos de balón por partido.
En su tercera temporada, el 12 de marzo de 2019 fue nombrado Jugador del Año de la Atlantic 10 Conference además de ser seleccionado para el mejor quinteto de la conferencia tras promediar 17,2 puntos, 7,3 rebotes y 4,7 asistencias por partido en la temporada.
En 2020 se convirtió en el primer jugador masculino de la División I de la NCAA desde 1993 en alcanzar marcas de carrera de 1500 puntos, 700 rebotes, 500 asistencias, 200 triples y 150 robos. Al término de la temporada fue incluido en el tercer mejor quinteto de la A-10.

#### Estadísticas
| Año     | Equipo   | PJ  | PT  | MPP  | %TC  | %3P  | %TL  | RPP | APP | ROB | TPP | PPP  |
| ------- | -------- | --- | --- | ---- | ---- | ---- | ---- | --- | --- | --- | --- | ---- |
| 2016–17 | Davidson | 31  | 29  | 31.8 | .411 | .327 | .733 | 4.0 | 3.5 | 1.1 | .1  | 8.2  |
| 2017–18 | Davidson | 33  | 33  | 35.8 | .460 | .406 | .796 | 6.0 | 5.1 | 1.3 | .0  | 13.2 |
| 2018–19 | Davidson | 34  | 34  | 36.8 | .460 | .353 | .826 | 7.3 | 4.8 | 1.3 | .1  | 16.9 |
| 2019–20 | Davidson | 30  | 30  | 35.5 | .420 | .339 | .769 | 7.1 | 4.3 | 1.2 | .1  | 14.5 |
| Total   | Total    | 128 | 126 | 35.0 | .441 | .358 | .791 | 6.1 | 4.4 | 1.3 | .1  | 13.3 |

### Profesional
Tras no ser elegido en el Draft de la NBA de 2020, el 15 de julio firmó con los Fraport Skyliners de la Basketball Bundesliga (BBL). Acabó la temporada promediando 12,3 puntos, 3,1 rebotes y 3,7 asistencias por partido.
El 18 de agosto de 2021 fichó por el Fortitudo Bologna de la Lega Basket Serie A. Disputó solo trece partidos, en los que promedió 3,5 puntos y 3,8 rebotes. Tras ser cortado, el 18 de enero de 2022 firmó con Crailsheim Merlins de la Basketball Bundesliga de Alemania. Acabó la temporada promediando 5,9 puntos y 2,0 rebotes por partido.
Tras contemplar ofertas de equipos de Europa y la G League, Jón Axel regresó al UMF Grindavík de su ciudad natal en octubre de 2022. Pero tras dos partidos, firmó contrato en noviembre con el Victoria Libertas Pesaro de la Lega Basket Serie A italiana, donde jugó una temporada en la que promedió 5,1 puntos y 2,1 rebotes por partido.
El 30 de agosto de 2023, firma por el Club Baloncesto Lucentum Alicante de la Liga Española de Baloncesto Oro.
El 18 de julio de 2024 fichó por el San Pablo Burgos de la Primera FEB española.